# Launceston
|  | Per a altres significats, vegeu «Launceston (Tasmània)». |

Launceston (AFI ['lɔnstən]) és una ciutat a l'est de Cornualla, Anglaterra.